# Station Niedrzwica
Station Niedrzwica is een spoorwegstation in de Poolse plaats Niedrzwica Duża. Het is het eerste station buiten de stadsgrenzen van Lublin. Het station ligt aan de spoorweglijn nummer 68 die tussen Lublin en Przeworsk loopt.